# Adam Kaied
Adam Hamza Kaied (2 marzo 2002) è un calciatore svedese naturalizzato palestinese, attaccante del NAC Breda e della nazionale palestinese.

## Carriera

### Club
Kaied è cresciuto nel settore giovanile dell'Helsingborg ed ha debuttato in prima squadra il 7 marzo 2021 nell'incontro di Svenska Cupen pareggiato 1-1 contro l'Häcken. L'11 luglio seguente ha firmato il suo primo contratto professionistico venendo promosso stabilmente in prima squadra ed il 10 agosto ha segnato il suo primo gol nel successo per 2-1 sul Landskrona BoIS.
Il 30 agosto 2022 è stato ceduto in prestito allo Stabæk, club della seconda divisione norvegese, dove ha tuttavia trovato poco spazio, giocando solamente 3 partite di campionato. Il 30 gennaio 2023 è stato ceduto a titolo definitivo al NAC Breda, nella seconda divisione olandese; rimane in rosa anche nella stagione 2023-2024, nella quale il club giallonero conquista una promozione in prima divisione, categoria nella quale Kaied esordisce nel corso della stagione 2024-2025.

### Nazionale
Ha giocato nelle nazionali giovanili svedesi Under-16, Under-17, Under-18 ed Under-20. Nel marzo 2025 gioca per la nazionale palestinese.

## Statistiche

### Presenze e reti nei club
Statistiche aggiornate al 20 ottobre 2024.
| Stagione        | Squadra         | Campionato      | Campionato | Campionato | Coppe nazionali | Coppe nazionali | Coppe nazionali | Coppe continentali | Coppe continentali | Coppe continentali | Altre coppe | Altre coppe | Altre coppe | Totale | Totale | Totale |
| Stagione        | Squadra         | Comp            | Pres       | Reti       | Comp            | Pres            | Reti            | Comp               | Pres               | Reti               | Comp        | Pres        | Reti        | Pres   | Reti   |        |
| --------------- | --------------- | --------------- | ---------- | ---------- | --------------- | --------------- | --------------- | ------------------ | ------------------ | ------------------ | ----------- | ----------- | ----------- | ------ | ------ | ------ |
| 2021            | Helsingborg     | S1              | 24+2       | 5+0        | CS+CS           | 1+1             | 0               | -                  | -                  | -                  | -           | -           | -           | 28     | 5      |        |
| 2022            | Helsingborg     | A               | 12         | 0          | CS              | 0               | 0               | -                  | -                  | -                  | -           | -           | -           | 12     | 0      |        |
| 2022            | Stabæk          | 1D              | 3          | 0          | CN              | 0               | 0               | -                  | -                  | -                  | -           | -           | -           | 3      | 0      |        |
| gen.-giu. 2023  | NAC Breda       | 1D              | 3          | 0          | CO              | 1               | 0               | -                  | -                  | -                  | -           | -           | -           | 4      | 0      |        |
| 2023-2024       | NAC Breda       | 1D              | 4          | 0          | CO              | 0               | 0               | -                  | -                  | -                  | -           | -           | -           | 4      | 0      |        |
| 2024-2025       | NAC Breda       | ED              | 4          | 0          | CO              | 0               | 0               | -                  | -                  | -                  | -           | -           | -           | 4      | 0      |        |
| Totale carriera | Totale carriera | Totale carriera | 51         | 5          |                 | 3               | 0               |                    | -                  | -                  |             | -           | -           | 54     | 5      |        |